# Angry Birds Seasons
Angry Birds Seasons (с англ. — «Злые птицы: Сезоны») — компьютерная игра от финской компании Rovio, посвящённая праздникам и временам года. Вторая игра из серии Angry Birds.
Первоначально игра называлась Angry Birds Halloween и содержал всего лишь эпизод Trick or Treat. Но с выходом эпизода Season’s Greedings, посвящённого Рождеству, была переименована. Поначалу обновлялась каждые 2 месяца, но впоследствии обновления стали выходить раз в 3 месяца, а потом и ещё реже: 2-3 раза в полгода.
Игровой процесс аналогичен первой игре: необходимо стрелять с рогатки по зелёным свиньям, которые прячутся в укрытиях, разнообразными птичками, не имеющими крыльев, но зато обладающими суперспособностями.

## Сезоны и обновления
Названия сезонов состоят из игры слов:
- 2010: Trick or Treat и Season’s Greedings
- 2011: Hogs and Kisses, Go Green Get Lucky, Easter Eggs, Summer Pignic, Moon Festival, Ham’o’ween и Wreck the Halls
- 2012: Year of the Dragon, Cherry Blossom, Piglantis, Back to School, Haunted Hogs и Winter Wonderham
- 2013: Abra-Ca-Bacon и Arctic Eggspedition
- 2014: South Hamerica, Ham Dunk и On Finn Ice
- 2015: Tropigal Paradise, Invasion of the Egg Snatchers и Ski or Squeal
- 2016: Fairy Hogmother, Marie Hamtoinette, Summer Camp, Hammier Things, Piggywood Studios, Ragnahog.

#### Бонусные эпизоды
- The Pig Days (рус. Свиные дни) — посвящён разным праздникам. На уровнях разные декорации, взятые из других эпизодов. Дата выхода: 20 июля 2014 года. 27 июня 2016 года был закрыт из-за выхода эпизода The Pig Challenge.
- Power-Up Test Site (рус. Место тестирования усилений) — тематики не имеет, создан для тестирования усилений. Декорация: пустыня днём. Дата выхода: 21 октября 2015 года.
- The Pig Challenge (рус. Свиной вызов) — эпизод-состязание, вышедшее 27 июня 2016 года. Имеет геймплей, схожий с турнирами Friends, — в определённые дни будут выдаваться некоторые задания, за выполнение которых вы сможете получить призы. Работает только при подключении к интернету.

Летом 2019 года Angry Birds Seasons перестала отображаться в поисковых результатах Google Play и App Store, хотя эту игру всё ещё можно скачать с данных ресурсов, если вы её устанавливали ранее.

## Специальные версии
- Angry Birds Seasons HD — HD-версия игры Angry Birds Seasons. Была доступна только на iOS. В целом похожа на оригинальную, но, как и во все HD-игры, имеет незначительные отличия в фоне и графике игры, улучшен звук. Продавалась по более высокой цене, чем простая игра. В 2016 году стала бесплатной.
- Angry Birds Seasons Free — бесплатная и показательная FREE-версия Angry Birds Seasons. Была доступна на iOS, по тому же типу построена и демо-версия игры на Windows Phone, однако последняя оформлена как обычная игра. Игра состоит из 15 уровней, по 3 из первых пяти эпизодов игры. Новых эпизодов здесь нет, игра достаточно давно не обновляется. Удалена из App Store в 2016 году, так как обычная версия стала бесплатной.
- Angry Birds Seasons Free HD — HD-версия игры Angry Birds Seasons Free. Была доступна только на iOS. В игре улучшены звук, фон и графика. Как и в обычной Free-версии, доступны 3 различных уровня из первых пяти эпизодов игры. Удалена из App Store в 2016 году, так как HD-версия стала бесплатной.

### Консольные версии
В 2012 году Rovio заявили, что Angry Birds Seasons вместе с Angry Birds Rio и Angry Birds Classic станет доступной для платформ PlayStation 3, Xbox 360 и Nintendo 3DS. В итоге было решено объединить все три игры в одну большую — Angry Birds Trilogy, которая стала доступна 28 сентября 2012 (в США 25 сентября 2012). В эту версию seasons были включены все эпизоды с 2010 по 2012.
Отдельно Angry Birds Seasons на консоли не продаётся.

## Отзывы
| Сводный рейтинг | Сводный рейтинг  |
| Агрегатор       | Оценка           |
| --------------- | ---------------- |
| Metacritic      | iOS (HD): 78/100 |

Angry Birds Seasons была тепло принята экспертами. Трейси Эриксон из Pocketgamer сказала: «Труднее, чем в оригинальных Angry Birds, что, вероятно, является плюсом для тех, кто хорошо разбирается в первой игре. Это не делает Angry Birds Halloween неприступной, но это приводит к увеличению игрового процесса из-за применения метода проб и ошибок. Без опыта вам придется повторять много этапов». Он также добавил: «Конечно, эти структурные проблемы не умаляют того, что она остается развлекательной игрой. Angry Birds Halloween приятно больше, хотя вам лучше всего играть, играя оригинал, прежде чем заниматься этим праздником». Сара Джейкобсон из Macworld рассказала о рождественском обновлении: «В отличие от оригинальных Angry Birds, трек „Приветствия сезона“ не начинается со смехотворно лёгкого уровня — ведь вы получаете только один уровень в день, а Rovio хочет заставить вас работать для этого». Далее она пишет: «Angry Birds Seasons приносит веселье, дух Рождества в самую популярную игру года.» Абигайл Холден из Lazygamer оценил на игру 8.5/10.